# Radola Gajda
Radola Gajda (właśc. Rudolf Geidl, ur. 14 lutego 1892 w Kotorze w Czarnogórze, zm. 15 kwietnia 1948 w Pradze) – czeski dowódca wojskowy i polityk.

## Wczesne lata
Ojciec Geidla był oficerem armii austro-węgierskiej w jednostce stacjonującej w Kotorze, bazie austro-węgierskiej floty. Jego matka była ubogą czarnogórską szlachcianką. Później rodzina przeprowadziła się do Kyjova na Morawach, gdzie Geidl uczył się w gimnazjum. W 1910 odbył roczną służbę wojskową w Mostarze. Później brał udział w wojnach bałkańskich (1912–1913). Na początku I wojny światowej powrócił do armii austro-węgierskiej i służył w Dalmacji i Sarajewie. We wrześniu 1915 trafił do niewoli w Višegradzie w Bośni.

## Legiony
Po uwięzieniu Geidl zmienił stronę, przybrał nowe, słowiańsko brzmiące imię i nazwisko – zostając kapitanem armii czarnogórskiej. Mając pewne doświadczenie jako aptekarz, udawał iż posiada wykształcenia medyczne. Po rozbiciu armii czarnogórskiej w 1916 zbiegł do Rosji, gdzie dołączył do batalionu serbskiego jako lekarz.
Gdy batalion został zniszczony w ostatnich dniach 1916 roku, dołączył w stopniu kapitana do Legionu Czechosłowackiego. Odznaczył się podczas bitwy pod Zborowem (1917), po czym szybko piął się w hierarchii wojskowej.
W czasie ewakuacji Legionu w 1918 koleją transsyberyjską zaczęły się walki między legionistami a bolszewikami. Czechosłowaccy żołnierze szybko opanowali sporą część kolei na wschód od Wołgi. Gajdzie podlegały tereny od Nowonikołajewska (dziś Nowosybirska) na północ do Irkucka. Agresywna taktyka, czasem sprzeczna z rozkazami dowódców, pozwoliła mu pokonać bolszewickie oddziały. Największym sukcesem było zajęcie Permu (24 grudnia 1918), gdzie Legion wziął 20 tys. jeńców, 60 dział, 1 tys. karabinów maszynowych i flotę statków na zamarzniętej rzece Kamie.
Gajda cieszył się popularnością zarówno wśród żołnierzy czechosłowackich, jak i innych białych oddziałów. Awansował na generała-majora i nazywany był „Syberyjskim Atamanem” lub „Syberyjskim Tygrysem”. Wkrótce przyjął propozycję dowodzenia w armii Aleksandra Kołczaka. Jednak tu kariera była mniej udana – Armia Czerwona zaczęła przejmować inicjatywę, podczas gdy oddziały Kołczaka kurczyły się. Gajda został odwołany 5 lipca 1919 r. pod zarzutem rozrzutnego życia i zapędów dyktatorskich. Po wywołaniu we Władywostoku nieudanego buntu przeciwko Kołczakowi w listopadzie 1919 zbiegł z Syberii i statkiem udał się do Europy.

## Kariera wojskowa w Czechosłowacji
Po przybyciu do Czechosłowacji na początku lat 20. Gajda pobierał pensję generalską, jednak nie został powołany do służby czynnej. W listopadzie 1920 roku został wysłany na studia wojskowe do francuskiej akademii wojskowej, École supérieure de guerre. Studiował także rolnictwo na Institute technique de practique agricole.
Gdy dwa lata później wrócił do kraju, 9 października 1922 powierzono mu dowództwo 11. Dywizji w Koszycach na Słowacji. Jego zaangażowanie w życie kulturalne szybko zbliżyło go do lokalnych mieszkańców. 1 grudnia 1924 został mianowany zastępcą szefa sztabu generalnego w Pradze. Podlegał generałowi Eugène Mittelhauserowi, dowódcy francuskiej misji wojskowej w Czechosłowacji. Starał się ograniczać wpływ misji na decyzje oficerów czechosłowackich. Misja zakończyła się w 1926 roku. W tym samym roku – 20 marca – został p.o. szefa sztabu generalnego.

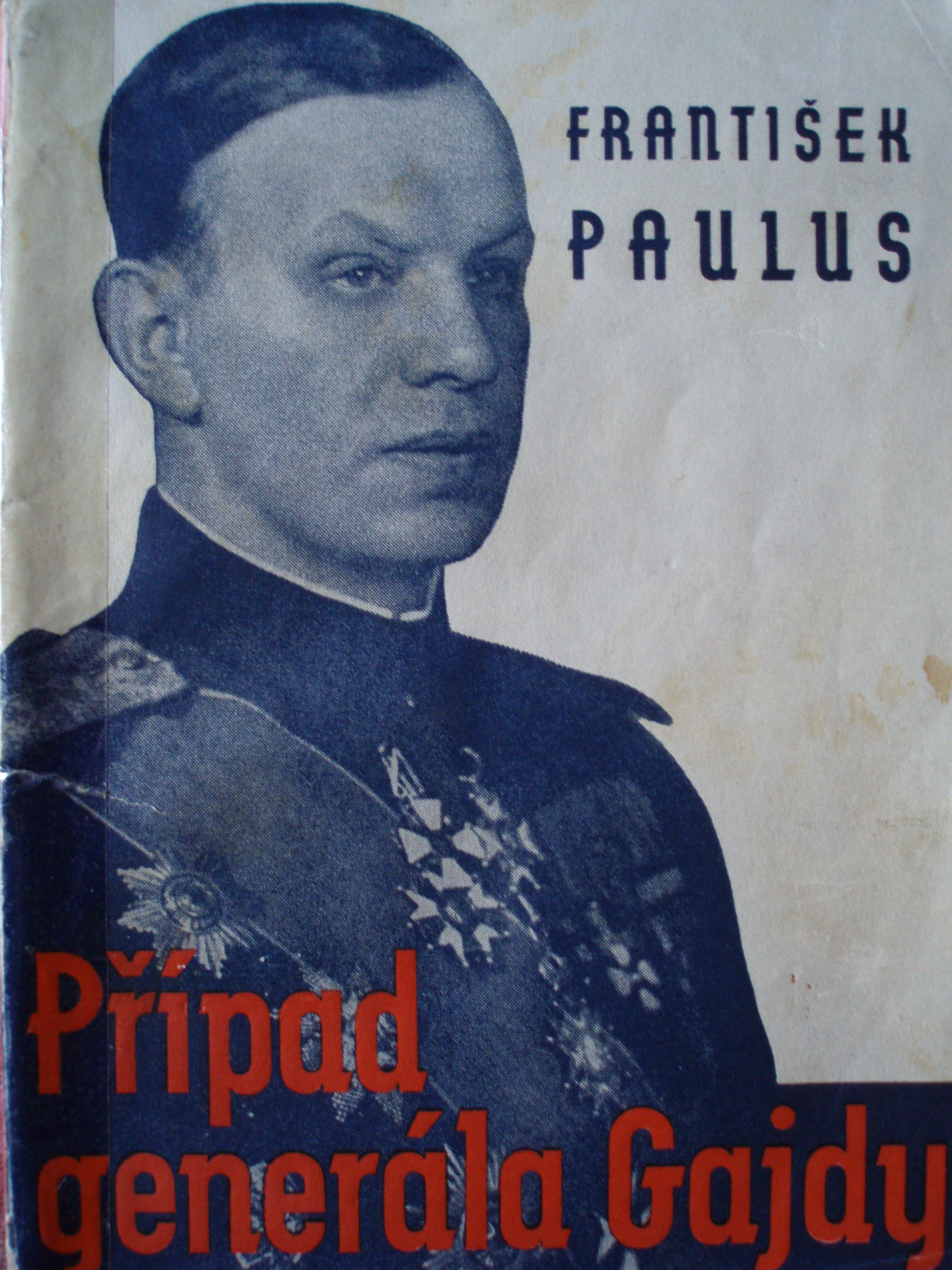
Okładka książki o procesie z gen. Gajdą (Bratysława 1939)

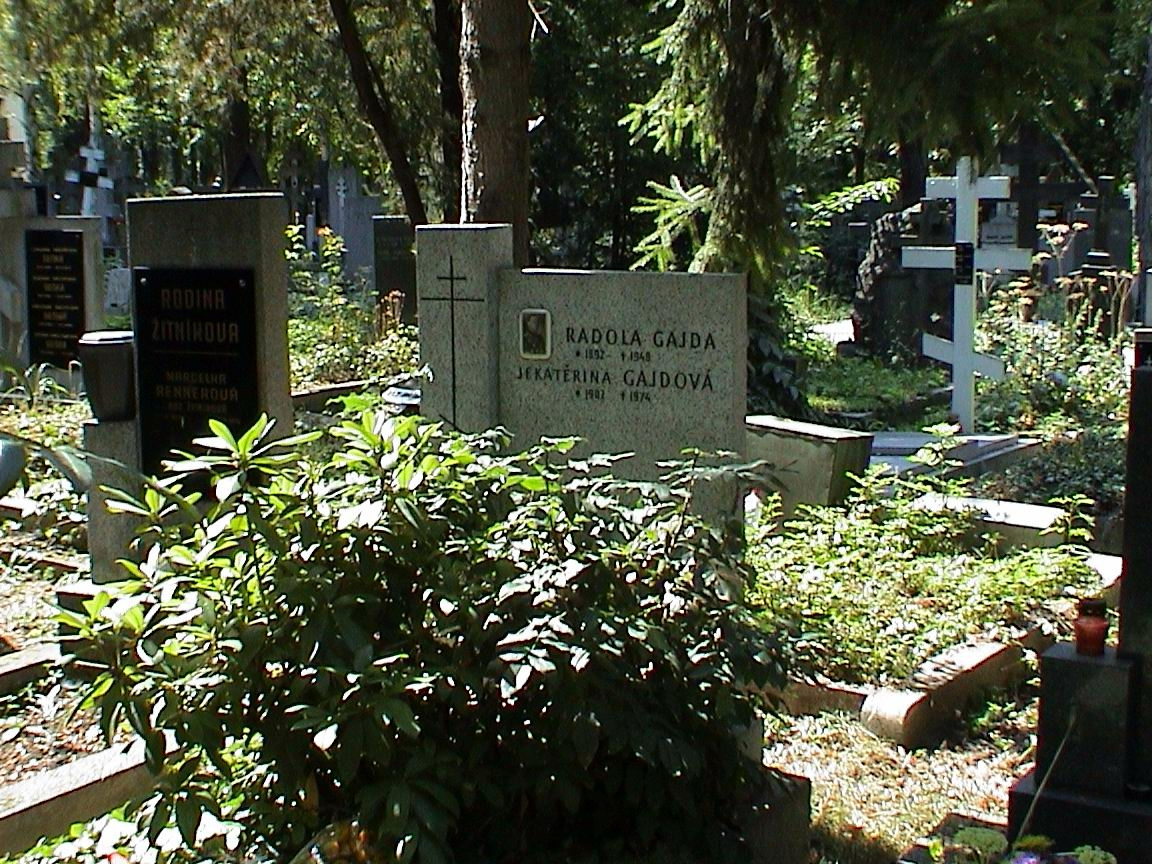
Grób Radoli Gajdy

Pod naciskiem prezydenta Tomáša Masaryka Gajda zmuszony był odejść na emeryturę za publiczne okazywanie sympatii dla włoskiego faszyzmu oraz z obaw przed zamachem stanu na wzór polskiego przewrotu majowego.

## Polityk
W wieku 34 lata rozpoczął działalność polityczną, zakładając w końcu 1926 roku wzorowaną na Narodowej Partii Faszystowskiej Mussoliniego Narodową Wspólnotę Faszystowską (cz. Národní Obec Fašistická, NOF). 2 stycznia 1927 roku został jej przywódcą. W 1929 roku partia uzyskała kilka miejsc w parlamencie. W 1931 został uwięziony i zdegradowany za swą działalność.
W nocy z 21 na 22 stycznia 1933 rozpoczął się bunt w Brnie. Była to próba obalenia rządu przez 70–80 miejscowych faszystów. Bunt został szybko stłumiony. Gajda został aresztowany następnego dnia i oskarżony o inspirowanie próby zamachu stanu. Początkowo został uniewinniony, jednak na skutek politycznej presji, wyrok stał się przedmiotem rewizji. Został skazany na 6 miesięcy pozbawienia wolności i zawieszenia wojskowej pensji.
NOF odniosła swego rodzaju sukces w wyborach 1935 roku, w wyniku których Gajda uzyskał miejsce w parlamencie, które zachował do 1939. W tym czasie NOF charakteryzowała się silną orientacją antyniemiecką, wspierała zbrojenia i opowiadała się za wojną o Kraj Sudetów (niem. Sudetenland). Po układzie monachijskim, Gajda w geście sprzeciwu zwrócił wszystkie francuskie i brytyjskie medale i odznaczenia. W 1939 został zrehabilitowany i przywrócony do stopnia generała. Był także aktywnym działaczem nowo utworzonej Partii Narodowej Jedności (Strana národní jednoty).
W marcu 1939 r. sytuacja na czechosłowackiej scenie politycznej była bardzo burzliwa. Miało miejsce kilka zamachów stanu, jeden z nich miał na celu uczynienie z Gajdy głowy państwa. Te amatorskie próby przewrotu zakończyły się fiaskiem, a 15 marca do Czech wkroczyły oddziały Wehrmachtu.
W czasie okupacji Gajda został zmarginalizowany i odszedł z polityki. Okazjonalnie pomagał czeskiemu ruchowi oporu, umożliwiając ucieczkę partyzantów na ziemie polskie, czy kryjąc działalność własnego syna. Choć stał się obiektem zainteresowania gestapo, uniknął aresztowania.
Po zakończeniu wojny – 12 maja 1945 – został aresztowany przez NKWD. Stał się przedmiotem brutalnych przesłuchań, w czasie których stracił wzrok. W kwietniu 1947 r. został oskarżony w procesie o „propagowanie faszyzmu i nazizmu”, za co oskarżyciel żądał kary śmierci. Został skazany na 2 lata więzienia. Zmarł w biedzie i zapomnieniu krótko po opuszczeniu więzienia.
W czasie rządów komunistycznych (1948–1989) był ignorowany przez oficjalną historiografię. Jest praktycznie nieznaną postacią w dzisiejszych Czechach i na Słowacji.